# Holokratie
Holokratie, auch Holakratie, (von altgriechisch ὁλός holos „vollständig, ganz“ und κρατία kratía „-kratie, Herrschaft“) ist eine Form der Strukturierung von Organisationen mit dem Ziel des Abbaus von Hierarchien. Sie wurde von dem Unternehmer Brian Robertson aus Philadelphia (USA) auf Basis der Soziokratie entwickelt und ist auf transparente und partizipative Beteiligungsmöglichkeiten ausgerichtet. Sie basiert auf einem festgelegten Regelwerk. 

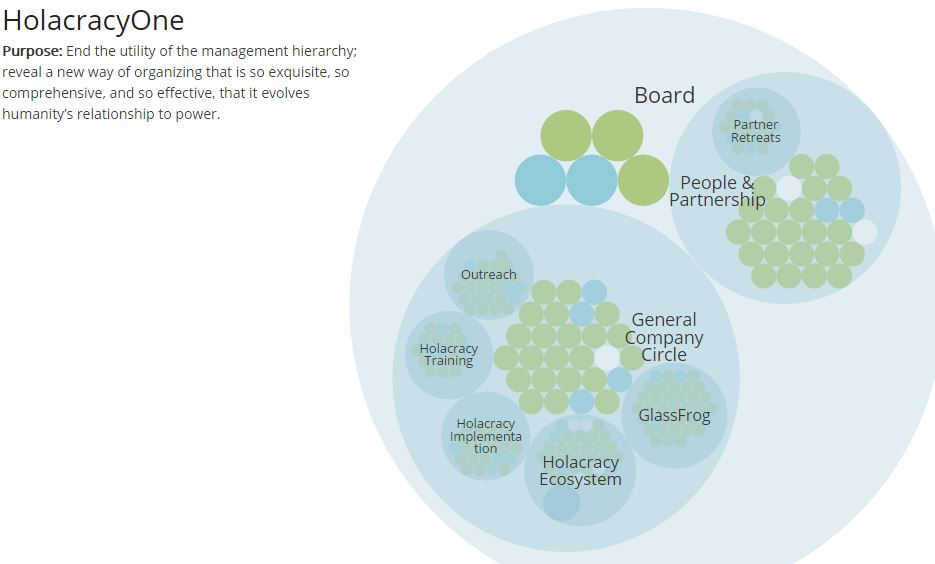
Sample of a Holacracy driven Organisation (HolacracyOne on GlassFrog), November 2016

## Allgemeines
Holokratie beabsichtigt, einer Organisation ein spezifisches, zentrales Regelwerk zu bieten: die „Holokratieverfassung“ (Holacracy Constitution). Dieses Regelwerk ist unter freier Lizenz verfügbar und wird kontinuierlich weiterentwickelt. Die Verfassung untergliedert sich in folgende fünf Kapitel:
1. „Rollen füllen“[3]
2. „Kreisstruktur“[4]
3. „Governance-Prozess“[5]
4. „Operativer Prozess“[6]
5. „Adoption Matters“ („Angelegenheiten der Inkraftsetzung“)[7]

Die Entscheidungsfindung nach dem Prinzip der „Integrativen Entscheidungsfindung“ bildet die Basis der dynamischen Steuerung. Sie ist ein Prozess von häufigen und kleinen Kurskorrekturen an Stelle von monumentalen Grundsatzplanungen (angelehnt an das evolutionäre Prinzip der natürlichen Entwicklung). So können schwerfällige „bürokratische“ Prozesse umgangen werden, die sowohl in hierarchischen Organisationen als auch in konsensorientierten Gemeinschaften entstehen. Stattdessen soll eine gegenwartsbezogene Handlungsfähigkeit entstehen.
Die Einführung dieser neuartigen Organisationsstruktur kann, so ihre Vertreter, mehr Klarheit in die Arbeitsabläufe bringen, die Verantwortungsbereiche neu abstecken, Entscheidungen vereinfachen und dezentralisieren und die Kreativität und Arbeitsmoral der Mitarbeiter steigern sowie deren persönliche Entwicklung positiv unterstützen.

## Vier wichtige Leitlinien der Holokratie

### Doppelte Verbindung(double-linking)
Um eine klare Kommunikation zwischen den verschiedenstufigen Kreisen zu gewährleisten, arbeitet Holokratie mit double-linking: Jeder Kreis wählt einen (oder mehrere) Vertreter in den nächsthöheren Kreis, dem er angehört (Rep-Link), und jeweils einen (oder mehrere) Vertreter in die unteren Kreise, die ihm angehören (Lead-Link). Auch das Entsenden in die Nachbarkreise und deren Integration kann sinnvoll sein. Diese Vertreter geben aktuelle Informationen aus dem Kreis, aus dem sie kommen, und vertreten dessen Interessen im oberen/unteren Nachbarkreis. Sie sind bei Entscheidungen in den Kreisen gleichberechtigt (d. h. ihre Stimme muss gehört und integriert werden).
Auf diese Weise soll die Kommunikation und das Feedback nicht nur von „oben“ nach „unten“ wie in hierarchischen Organisationen, sondern auch von den Ausführenden zu den Planern, Managern etc., also zwischen allen Mitwirkenden gewährleistet sein. Es wird allen am Prozess Beteiligten gleiches Gewicht gegeben, jedenfalls auf kommunikativer Ebene. („Oft werden sogar die Nutzer gefragt und ihre Wünsche berücksichtigt.“)
Ein anderes Modell der Verlinkung von Gruppen, allerdings nur mit einem Link und gedacht für die organisatorische Aufwärtsintegration, ist das Linking-Pin-Modell.

### Trennung von Steuerungs- und operativen Treffen
Steuerung ist im holokratischen System in allen Elementen der Organisation verteilt. In den Steuerungstreffen, die jeder Kreis abhält, wird darüber nachgedacht und entschieden, wie man in dem Kreis zusammenarbeitet: Zuständigkeiten und Entscheidungsbefugnisse werden abgesteckt und vereinbart. Hier geht es um die Weiterentwicklung und Optimierung der Betriebsstruktur: Was braucht der Betrieb für einen reibungslosen Ablauf? In Steuerungsmeetings wird bewusst nicht über Ressourcenfragen (Geld, Zeit, Personal) entschieden.
Die operativen Treffen regeln – wie in vielen Betrieben – die Aktivitäten des Tagesgeschäfts.
Ein großer Vorteil dieser Trennung sei unter anderem, dass die Art der Zusammenarbeit mit viel Sorgfalt gepflegt und zu Ende gedacht werden könne, ohne zu früh von „zu wenig Zeit, kein Geld, kein Personal“ unterbunden zu werden.

### Zuständigkeiten und Rollen
Holokratie legt Wert darauf, nicht in traditionellen Organigrammen und Ämterhierarchien, sondern in Rollen und Zuständigkeiten im Betriebsablauf zu arbeiten.
Konflikte entstünden oft da, wo Zuständigkeiten oder Rollen nicht oder mangelhaft geklärt seien. In den Steuerungstreffen werden solche Konflikte und Spannungen für die Entwicklung und Optimierung der Betriebsstruktur genutzt.
Bestehende Zuständigkeiten und Rollen werden gemeinsam und präzise geklärt oder neue so geschaffen, dass alle für den Betrieb regelmäßig notwendigen Handlungen damit erfasst sind. Dies geschieht, bevor konkrete Personen diese annehmen oder diese ihnen vom Chef des Kreises (Leadlink), bei dem die Personal- und Budgetverantwortung liegt, zugewiesen werden oder im Team, bei gleichberechtigten Mitarbeitern bzw. Partnern.

### Dynamische Steuerung
Wichtige Steuerungsentscheidungen werden in jedem Kreis mit „Integrativer Entscheidungsfindung“ getroffen, einer Entscheidungsart, bei der die Stimmen aller Beteiligten auf eine sachbezogene Weise einbezogen werden. Sie ist ausgerichtet auf brauchbare und korrigierbare, nicht auf optimale und grundsätzliche Entscheidungen.
Entscheidungen sind jederzeit änderbar, wenn sie sich in der Praxis nicht bewähren. In diesem Fall kann jeder einen neuen Vorschlag einbringen. Das erleichtert die Entscheidungsfindung: Nicht die perfekte Lösung wird gesucht, sondern eine brauchbare, und nicht für immer, sondern für jetzt mit den aktuell zur Verfügung stehenden Informationen.
Die permanente Beobachtung der Praxis während des Prozesses lässt die Details erkennen, die das Vorausdenken nicht erfassen konnte.

## Kritik an Holokratie
Häufige Probleme in holokratischen Organisationen seien die Gehaltsstrukturen sowie die Karrieremöglichkeiten. Oft bilde sich eine informelle Hierarchie heraus, die dem klassischen Modell der Unternehmensführung recht nahe komme. Zudem könne das Berichtswesen bei börsennotierten Unternehmen nicht einfach weggelassen werden, sondern müsse bei einer holokratischen Organisation installiert werden.
Ein weiterer Kritikpunkt ist das lange Regelwerk (Verfassung), das mühsam zu verinnerlichen sei. Zudem sei der Schritt in holokratische Organisationsformen meist mit hohen Kosten für Berater und Software verbunden.

## Holokratie in der Praxis
Holokratie wird weltweit inzwischen von hunderten Firmen und Nonprofit-Organisationen praktiziert, beispielsweise von der Umweltbewegung Extinction Rebellion.